# 中里村雪国はつらつ条例
中里村雪国はつらつ条例（なかざとむらゆきぐにはつらつじょうれい）は、新潟県中魚沼郡中里村（現・新潟県十日町市）の条例。昭和63年条例第3号。1988年（昭和63年）3月28日成立、同年4月1日施行。2005年（平成17年）4月1日、失効。

## 概要
旧・中里村で施行されていた積雪対策の条例。当時の中里村の隣、十日町市にある独立行政法人森林総合研究所十日町試験地の積雪データによると、2月の最大積雪深は平年値でも212cm。十日町より標高の高い中里村は、250cmから300cmにも及ぶ。
雪国はつらつ条例は、この日本有数の豪雪地帯にあって、まさに「雪国」である中里村が、村と村民一体となって、雪を克服（克雪）し、雪を利用（利雪）し、雪に親しむ（親雪）ための施策を総合的に推進することで、「村民がはつらつとした活力ある村づくりを目指す」（2条）と唱い、理念などを全13条にまとめる。
この条例制定後、中里村は村内のスキー場に3万本のろうそくをともす催し「雪原カーニバル」を始めたり、住宅の融雪設備導入を補助するなど「住みよい雪国」を作る諸施策を推進してきた。
2005年（平成17年）、中里村は新・十日町市の新設合併に合流したため、旧来の条例は全て失効し、雪国はつらつ条例も失効した。

## 「雪国はつらいよ条例」騒動
2002年（平成14年）には、東京書籍の中学校公民教科書が「中里町」の「雪国はつらいよ条例」という誤植を犯した。当時、間違いを発見したのは、愛知県に所在のある塾の新人講師で、教科書を見ていてたまたま気になったので、直接電話で確認したところ誤りが発覚した。
教科書の誤植が全国に大きく報じられて以後、中里村自体も話題になり、村の公式サイトへのアクセスが急増した。
中里村は誤植に関して当初は憤りを表明していたが、話題になったことから誤植を逆手にとり、村出資の第三セクター「なかさと」の企画で全国から「〇〇はつらいよ常例（条例）」を募集するなどその後賑わいをみせることとなった。

## 内容
- 目的 - この条例は、雪の障害を克服し、雪と共存するとともに、雪を資源として積極的に活用する施策の基本となる事項を定めることにより、雪対策の総合的推進を図り、もって村民生活の安定向上と活力ある地域社会の形成に寄与することを目的とする。（第1条）
- 基本理念 - 雪対策は、村と村民が一体となって、克雪、利雪、親雪等の施策を長期的かつ総合的に推進することにより、すべての村民がはつらつとした活力ある村づくりを目指すものとする。（第2条）
- 村の責務 - 村は、総合的な雪対策を策定し、その施策の実施に努めるとともに、村民が実施する雪対策に対して適切な支援及び調整を行うものとする。（第3条）
- 村民の役割 - 村民は、お互いに力をあわせ、雪対策に創意と勇気を持って積極的に参加し、自ら雪による支障を克服するとともに、雪の資源を活用して他に誇れる雪国づくりに努めるものとする。（第4条）
- 国・県への要請
- 総合雪対策計画、基本計画、実施計画
- 雪災害対策
- 財政措置
- 中里村総合雪対策審議会
- 中里村雪対策推進会議